# Palazzo Wanny

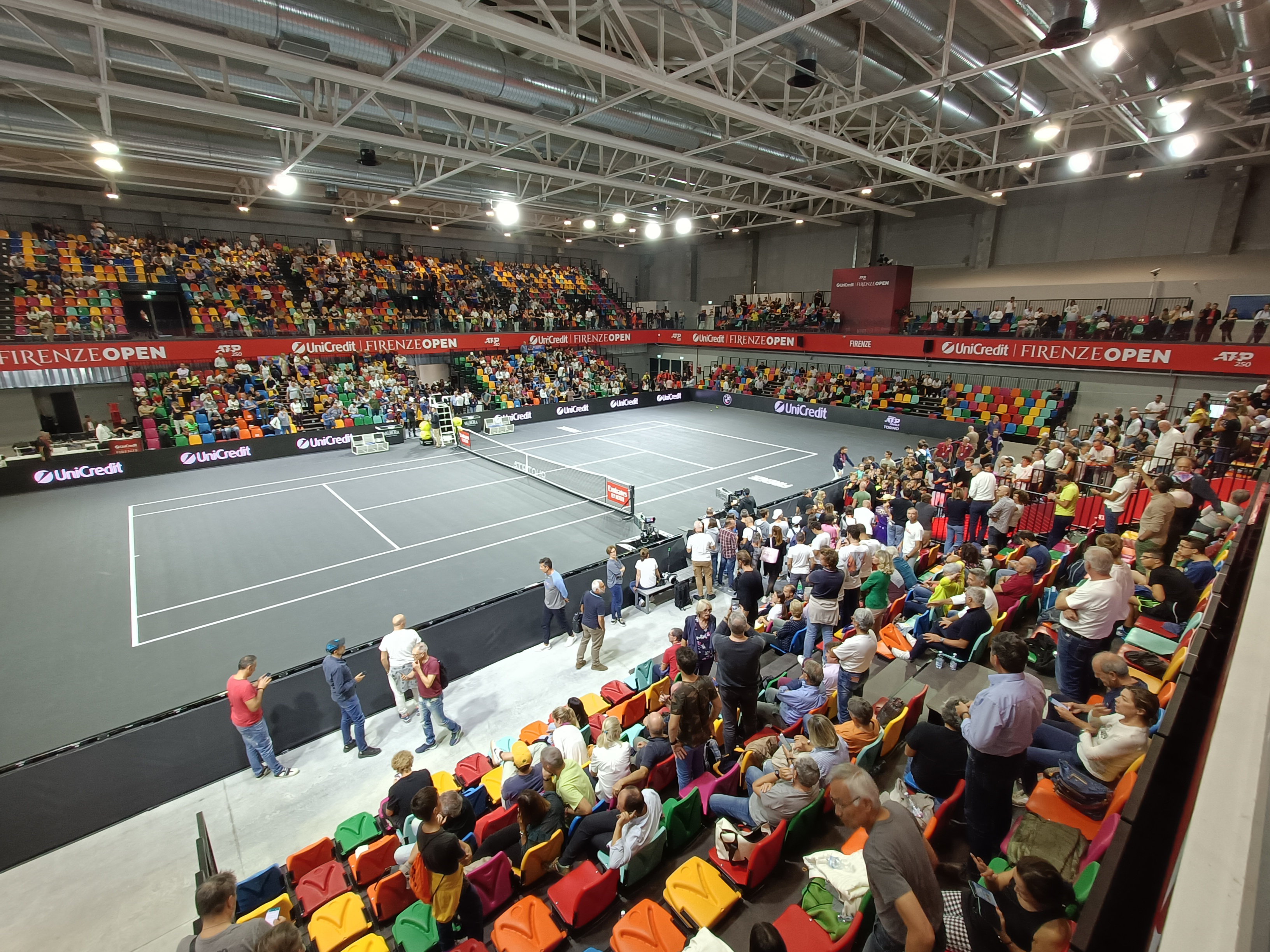
Inomhusvy från Firenze Open 2022

Palazzo Wanny (även PalaWanny) är en inomhusarena i Florens, Italien. Den kan maximalt ta 5 000 personer. Arenan började byggas 2019 och invigdes 5 februari 2022. Den är hemmarena för (dam)volleybollagen Azzurra Volley Firenze och Pallavolo Scandicci Savino Del Bene. Anläggningen är uppkallad efter den lokala entreprenören Wanny Di Filippo som tillsammans med Florens kommun finansierat bygget.